# Eunice oerstedi
Eunice oerstedi är en ringmaskart som först beskrevs av William Stimpson 1853.  Eunice oerstedi ingår i släktet Eunice, och familjen Eunicidae. Arten har ej påträffats i Sverige.